# Joe Daniels
Joe Daniels (* 9. März 1908 in Zeerust, Südafrika; † 2. Juli 1993 in Northwood, Middlesex, England) war ein britischer Jazz-Schlagzeuger und Bandleader.
Daniels wuchs in England auf und lernte mit elf Jahren Schlagzeug; er spielte bereits im selben Jahr im Frascati's Restaurant in London. Er begann Anfang der 1920er Jahre als Profimusiker zu arbeiten, spielte mit 14 Jahren bei Harry and Burton Lesters Cowboy Syncopators und auf Kreuzfahrtschiffen der Cunard Liners, danach bei Al Kaplan und Sid Roy (dem Bruder von Harry Roy). Schließlich gründete er 1926 mit dem Trompeter Max Goldberg eine eigene Band. Außerdem arbeitete er in dieser Zeit mit Fred Elizalde und Al Tabor, sieben Jahre bei Harry Roy. Um 1930 nahm er unter der Bandbezeichnung Joe Daniel's Hot Shots erfolgreich mit Billy Mason auf, u. a. mit dem Song Avalon. Mit der Band war er auch häufig in BBC-Radioshows zu hören, 1938 ging er mit den Hot Shots auf eine Skandinavien-Tournee.
Nach Ausbruch des Zweiten Weltkriegs wurde er zur Royal Air Force eingezogen, wo er eine Air-Force-Band und Shows zur Truppenunterhaltung organisierte. Nach Kriegsende und während der 1950er bis in die 1970er Jahre spielte er sowohl mit kleineren Ensembles mit dem Klarinettisten Dave Shepherd und dem Trompeter Alan Wickham („Ultra Modern Swing“, „Crashin' Through“ und „Beatin' on the Washboard“) als auch in Big Bands. Er nahm auch unter dem Namen Washboard Joe and the Scrubbers Dixieland für Parlophone auf. Noch 1984 wirkte er mit Denny Wright und Tiny Winters in der Filmkomödie Top Secret! mit. Ende der 80er Jahre erlitt er einen Schlaganfall, der seine Karriere beendete.

## Diskographische Hinweise
- Swing High, Swing Low (Harlequin, 1935–1937)
- Drummer Goes to Town (Vocalion, 1936–1941)
- Steppin' Out to Swing (Saville, 1940–1947)